# Rolipram
Rolipram ist ein experimenteller Arzneistoff und wurde 1979 erstmals in der Literatur beschrieben. Es ist ein Hemmstoff der Phosphodiesterase-4 und reduziert den Abbau des sekundären Botenstoffs cAMP durch intrazelluläre Phosphodiesterasen. Rolipram gilt als der Archetyp der Phosphodiesterase-4-Hemmer.
Rolipram ist ein γ-Lactam.

## Tierexperimentelle Wirkungen
Rolipram werden aufgrund tierexperimenteller Untersuchungen u. a. die folgenden Wirkungen zugeschrieben:
- antidepressive Wirkungen[4]
- antipsychotische Wirkungen[5][6]
- antientzündliche Wirkungen, insbesondere bei Autoimmunerkrankungen[7][8]
- positive Wirkungen auf die Gedächtnisfunktion[9][10]
- neuroprotektive Wirkungen[11][12]

## Klinische Wirkungen
Rolipram wurde von der Schering AG u. a. zur Behandlung von Depression und Multipler Sklerose entwickelt. Es wurde jedoch bislang nicht als Arzneimittel zugelassen.
Die meisten publizierten Angaben nach Anwendung am Menschen liegen für die Indikation Depression vor. Die klinische Entwicklung bei Depression wurde jedoch eingestellt, da Rolipram im Vergleich zu herkömmlichen Antidepressiva keinen Zusatznutzen zeigen konnte.
Auch die Entwicklung für Multiple Sklerose wurde nicht fortgeführt.